# Décision non avenue
En droit français, une décision non avenue signifie qu'elle ne peut plus être mise à exécution.

## En droit civil
L'existence de décisions non avenue est réglementée par l'article 478 du code de procédure civile. 

## En droit pénal
En droit pénal, le sursis réputé non avenu est rappelé par l’article 132-52 du code pénal.